# Chlorophytum andongense
Chlorophytum andongense är en sparrisväxtart som beskrevs av John Gilbert Baker. Chlorophytum andongense ingår i släktet ampelliljor, och familjen sparrisväxter. Inga underarter finns listade i Catalogue of Life.